# Kamyschinka-Ilowlja-Portage

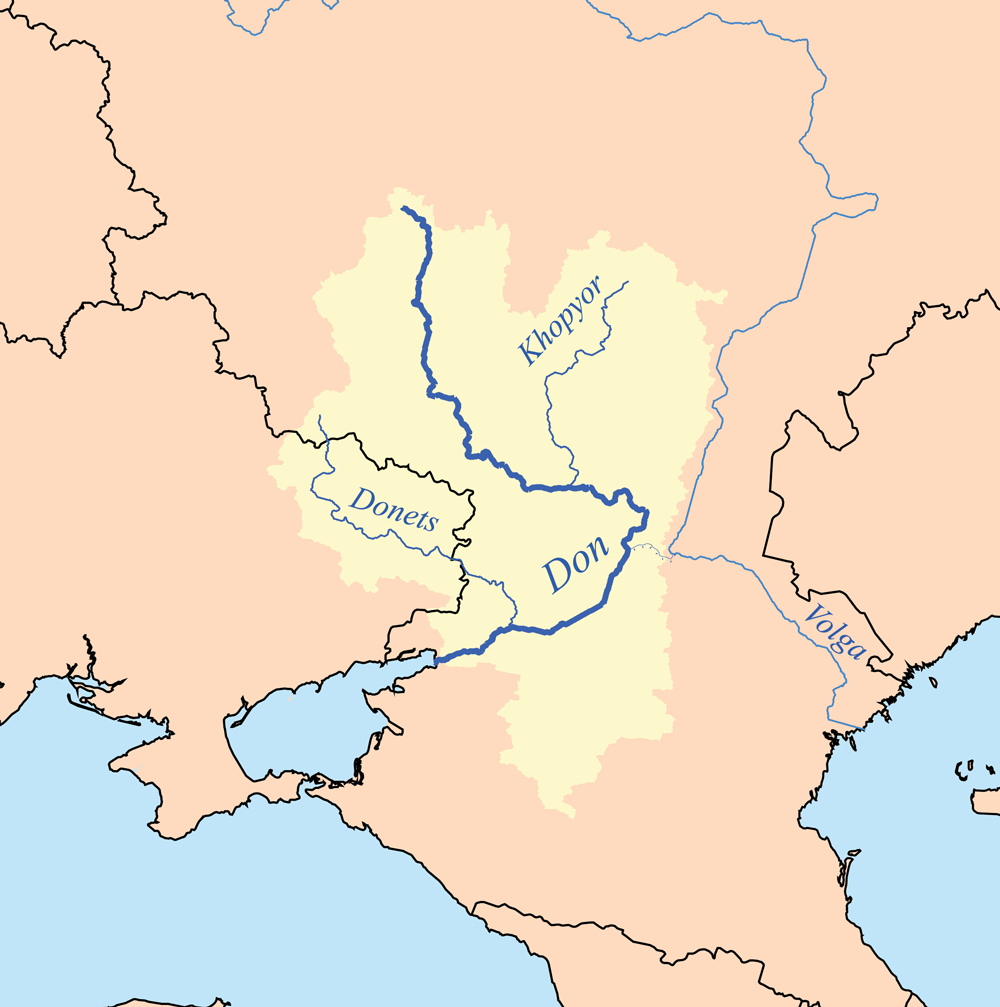
Übersichtskarte

Die Kamyschinka-Ilowlja-Portage war ein rund 70 km langer Schleppweg zwischen den Flüssen Wolga und Don in Russland, von Sarepta bei Wolgograd und Ilowlja.
Diodor erwähnte im 1. Jahrhundert vor Christus den Schleppweg, Ibn Fadlān bereiste ihn m 10. Jahrhundert.
1568 ließ Selim II. Erdarbeiten für einen Durchstich zwischen dem Don-Nebenfluss Ilowlja und dem Wolga-Nebenflüsschen Kamyschinka (bei Kamyschin am 50. Breitengrad) ausführen, um Nachschub für eine Erstürmung von Astrachan zu liefern.

Johann Christoph von Urbich war im Besitz eines Planes für einen Kanal zwischen Don und Ilowlja. 1894 wurde die Wasserscheide durch eine Eisenbahn überwunden.
1952 wurde der Wolga-Don-Kanal eröffnet.